# Eckhart (personnage)
Pour les articles homonymes, voir Eckhart.
Eckhart est une souris de fiction créée en 1998 dans une histoire canadienne intitulée The True Meaning of Crumbfest.
Eckhart apparait ensuite dans un téléfilm animé adapté de cette histoire, La Nuit des Milles Miettes sorti en 1998, puis dans une série animée Eckhart qui commence sa diffusion en 2000.